# Groot Deersum

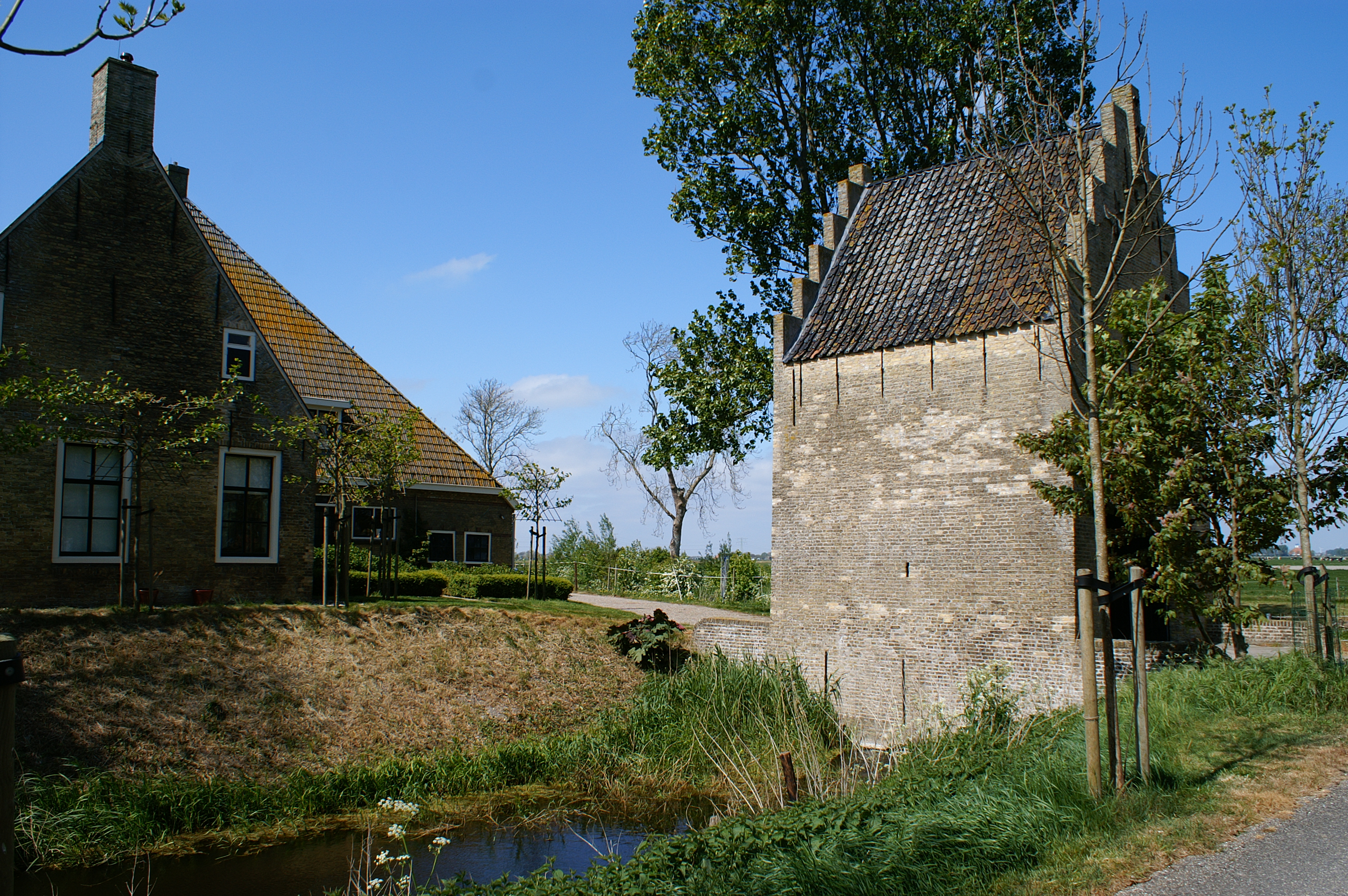
Boerderij en poort

Groot Deersum (Fries: Great Dearsum) was een stins ten oosten van het dorp Achlum, in de Nederlandse provincie Friesland.

## Beschrijving
Het terrein waarop de stins heeft gestaan wordt nog steeds omringd door een slotgracht. Hier staat ook nog een poortgebouw. Op het terrein zelf staat nog een boerderij genaamd Poarte Plaets.
Op een dam in de gracht staat een stinspoort uit de zeventiende eeuw. Dit was de enige toegang tot het terrein. Het is gebouwd met geel baksteen. Het gebouw heeft een zadeldak en aan beide kanten een trapgevel met aan de top een pilaster. Aan de veldzijde is boven de poort een gevelsteen met de tekst 'Michiel Jacobs, Deersum, 1658' met daarboven zijn enkele duivengaten.

## Geschiedenis
De oudste gegevens over Groot Deersum betreffen een boerderij op dezelfde plaats en stammen uit 1408. Deze boerderij was eigendom van Ludingakerke. De naam 'Groot Deersum' wordt voor het eerst aangetroffen in 1644, toen Michiel Jacobs de boerderij en het bijhorende land kocht. Jacobs liet het poortgebouw plaatsen, waar nog steeds zijn opschrift is te lezen.
De stins werd in 1784 afgebroken. Naast  het poortgebouw staat er alleen nog een boerderij uit de tweede helft van de achttiende eeuw. Het achterste deel brandde rond 1920 af, maar werd herbouwd. De voorkant is oorspronkelijk. In 2000 werd de poort gerestaureerd.